# Berlin-Lübars
Lübars ist ein Ortsteil des Bezirks Reinickendorf in Berlin und das älteste Dorf Berlins, in dem heute noch Landwirtschaft betrieben wird. In ihm findet man neben viel Natur noch eine erhaltene Dorfstruktur mit einer barocken Dorfkirche vom Ende des 18. Jahrhunderts.

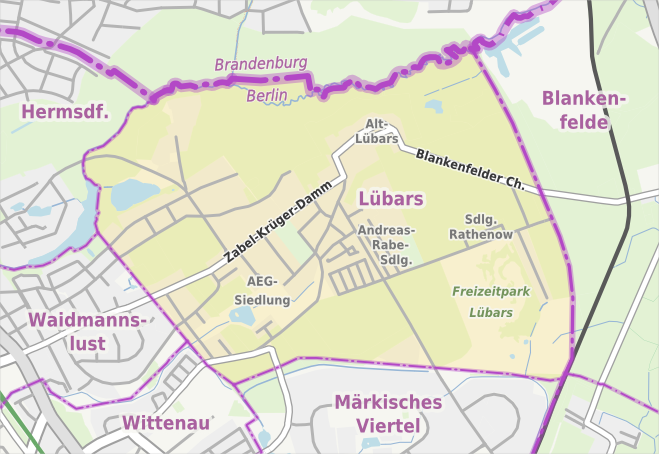
Übersichtskarte Lübars

## Lage
Lübars liegt an der nördlichen Berliner Stadtgrenze zur Gemeinde Mühlenbecker Land im Landkreis Oberhavel des Landes Brandenburg. Es liegt am Tegeler Fließ, das eine eiszeitliche Abflussrinne darstellt und in den Tegeler See mündet. Lübars zeichnet sich durch eine artenreiche Tierwelt aus. Die Industriebahn Tegel–Friedrichsfelde führte durch Lübars.

## Geschichte
Lübars wurde um 1230 während der deutschen Ostsiedlung als Angerdorf gegründet. Es gehörte ab antiquo (‚seit alters‘) dem Benediktinerinnenkloster Spandau, das im Jahr 1239 gegründet wurde. Die erste urkundliche Erwähnung von Lübars (als Lubars = ‚Ort, der einem Mann namens Lubas gehört‘) stammt aus dem Jahr 1247. Die Dorfaue war der Mittelpunkt des dörflichen Geschehens. Deshalb gab es gleich neben der Dorfkirche einen Dorfteich. Nach dem Mittelalter kamen noch ein Feuerwehrhaus und ein Schulhaus hinzu.
Im Landbuch Karls IV. (1375) wird Lubas/Lubaz/Lubasz mit 28 Hufen erwähnt, davon vier Pfarrhufe. Im Dorf gab es sechs Kossäten, einen Schulzen sowie einen Krug (taberna). Diese Angaben sind ein Beweis dafür, welche signifikanten Auswirkungen der Schwarze Tod (1346–1353) auf die Bevölkerungsentwicklung gehabt hat, denn schon 1270 werden 46 Hufe genannt, 1450 und 1480 44 Hufe und 1527 48 Hufe.
Ein altes strohgedecktes Hirtenhaus in Lübars aus der Mitte des 19. Jahrhunderts kündet von den Bewohnern früherer Jahrhunderte. In jener Zeit, als sich die Stadt Berlin ins Umland ausdehnte, siedelten sich in den Dörfern ebenfalls mehr Menschen an, sie errichteten niedrige Wohngebäude, die teilweise mit Stuck geschmückt wurden.
Seit 1815 gehörte Lübars zum Landkreis Niederbarnim in der preußischen Provinz Brandenburg. Im Jahr 1920 wurde Lübars nach Groß-Berlin eingemeindet und ist seitdem Teil des Bezirks Reinickendorf.
In West-Berlin galt Lübars bis zum Mauerfall 1989 als Kuriosum und Sehenswürdigkeit, denn es war die einzige Siedlung mit weitgehend dörflichem Charakter innerhalb der damals ummauerten und dicht bevölkerten Millionenstadt. Schulklassen, Großstadtbevölkerung und Touristen konnten in Lübars den wenigen West-Berliner Bauern bei der Bewirtschaftung ihrer Felder zusehen.
Traurige Bekanntheit erlangte Lübars durch den dort an der 21-jährigen Pferdewirtin Christin Rexin begangenen heimtückischen Mord am 21. Juni 2012.

## Bevölkerung
| Jahr | Einwohner |
| ---- | --------- |
| 1858 | 0 255     |
| 1871 | 0 297     |
| 1880 | 0 398     |
| 1890 | 0 561     |
| 1900 | 1.337     |
| 1910 | 3.129     |
| 1919 | 4.390     |

| Jahr | Einwohner |
| ---- | --------- |
| 1930 | 06.611    |
| 1938 | 10.980    |
| 1946 | 11.263    |
| 1950 | 06.403    |
| 1960 | 06.451    |
| 1970 | 04.389    |
| 1987 | 04.587    |
| 2000 | 04.978    |

| Jahr | Einwohner |
| ---- | --------- |
| 2007 | 4.956     |
| 2010 | 4.846     |
| 2015 | 5.040     |
| 2020 | 5.160     |
| 2021 | 5.137     |
| 2022 | 5.092     |
| 2023 | 5.068     |
| 2024 | 5.104     |

Die Einwohnerzahlen bis 1946 beinhalten auch Waidmannslust, das bis dahin immer Teil von Lübars war.

## Sehenswürdigkeiten
- Dorfkirche Lübars (unter Denkmalschutz)[5]
- Historisches Gasthaus Alter Dorfkrug Lübars mit dem nach historischem Vorbild restaurierten Festsaal[6] (unter Denkmalschutz)[7]
- Freizeitpark Lübars, auf einer alten Müllhalde, die es hier bis 1975 gab, im Verlaufe mehrerer Jahre angelegt und 1993 fertiggestellt. Neben einer Jugendfarm, die vor allem Stadtkinder zum Kennenlernen der Großtierhaltung einlädt, gibt es auch eine Reihe von Wander- und Radwegen, Reitwege, Grasski, Liegewiesen, Aussichtspunkte und im Winter eine Rodelbahn.
- Osterquelle (Lübars), die letzte freisprudelnde Quelle Berlins.

## Verkehr
Der Straßenzug Zabel-Krüger-Damm – Alt-Lübars durchzieht den Ortsteil.
Die Buslinie 222 verbindet Lübars mit den S-Bahnhöfen Waidmannslust und Tegel sowie dem U-Bahnhof Alt-Tegel.
Der Güterbahnhof Berlin-Lübars lag an der Industriebahn Tegel–Friedrichsfelde, die seit den 1990er Jahren stillgelegt ist.

## Persönlichkeiten
- Amelie Du Vinage (1877–1968), Medizinerin, lebte in Lübars
- Walter Budeus (1902–1944), Widerstandskämpfer gegen den Nationalsozialismus, lebte in Lübars
- Otto Winzer (1902–1975), Außenminister der DDR, in Lübars geboren
- Gundula Petrovska (1943–2017), Schauspielerin, lebte in Lübars
- Ina Deter (* 1947), Musikerin, in Lübars aufgewachsen
- Joachim Johow (* 1952), Leiter eines Klezmer-Orchesters in Lübars
- Lutz Fiebig (* 1961), Gründer eines Kunstverlages in Lübars